# مینت (آریزونا)
مینت (به انگلیسی: Mint) یک منطقهٔ مسکونی در ایالات متحده آمریکا است که در آریزونا واقع شده است. مینت  ۱٬۵۰۰ متر بالاتر از سطح دریا واقع شده است.